# Neslobnaja
Neslobnaja (russisch Незло́бная) ist eine Staniza in der Region Stawropol in Russland mit 19.746 Einwohnern (Stand 14. Oktober 2010).

## Geographie
Der Ort liegt am Nordrand des Großen Kaukasus etwa 150 km Luftlinie südöstlich des Regionsverwaltungszentrums Stawropol, am linken Ufer des Kuma-Nebenflusses Podkumok.
Neslobnaja gehört zum Rajon Georgijewski und befindet sich etwa 6 km südwestlich des Zentrums des Rajonverwaltungssitzes Georgijewsk, an den es faktisch unmittelbar anschließt. Die Staniza ist Sitz der Landgemeinde (selskoje posselenije) Neslobnenski selsowet, zu der außerdem die Siedlung Prietokski (15 km südlich) gehört.

## Geschichte
Der Ort wurde 1786, neun Jahre nach der nahen Festung Georgijewsk durch Kosaken von der Wolga gegründet. Während des Kaukasuskrieges wurde der Ort 1828 von tscherkessischen Kämpfern niedergebrannt, aber 1831 als Staniza wiedererrichtet. Nach der Vorbeiführung der Eisenbahnstrecke Rostow am Don –  Wladikawkas an Georgijewsk 1875 nahm der Ort einen bedeutenden wirtschaftlichen Aufschwung als Verarbeitungszentrum landwirtschaftlicher Erzeugnisse.
Im Zweiten Weltkrieg war die Staniza von August 1942 bis Anfang 1943 von der deutschen Wehrmacht besetzt. Im August 1942 wurden 351 Juden ermordet.

### Bevölkerungsentwicklung
| Jahr | Einwohner |
| ---- | --------- |
| 1939 | 7.749     |
| 1959 | 8.677     |
| 1979 | 13.354    |
| 1989 | 15.127    |
| 2002 | 18.087    |
| 2010 | 19.746    |

Anmerkung: Volkszählungsdaten

## Verkehr
Neslobnaja wird nördlich von der Regionalstraße 07K-027 (ehemals R264) umgangen, die bei Pjatigorsk von der föderalen Fernstraße R217 Kawkas (ehemals M29) abzweigt und nach Georgijewsk führt. Nördlich der Staniza zweigt die weiträumige Umgehungsstraße um die Stadt Georgijewsk ab (07K-106). Die Ortsdurchfahrt durch Neslobnaja trägt die Nummer 07K-108. Von dieser zweigt nach Süden die den Podkumok überquerende 07K-032 zur Staniza Solskaja und weiter nach Salukokoasche im nahen Kabardino-Balkarien ab.
Die Staniza ist Endpunkt einer 9 km langen Güteranschlussstrecke, die in Georgijewsk, dem nächstgelegenen Bahnhof mit Personenverkehr, von der Eisenbahnstrecke Rostow am Don – Machatschkala – Baku abzweigt.

## Belege
1. 1 2  Itogi Vserossijskoj perepisi naselenija 2010 goda. Tom 1. Čislennostʹ i razmeščenie naselenija (Ergebnisse der allrussischen Volkszählung 2010. Band 1. Anzahl und Verteilung der Bevölkerung). Tabellen 5, S. 12–209; 11, S. 312–979 (Download von der Website des Föderalen Dienstes für staatliche Statistik der Russischen Föderation)
2. ↑  Execution of Jews from Georgiyevsk in Nezlobnaya.